# Angles complementaris

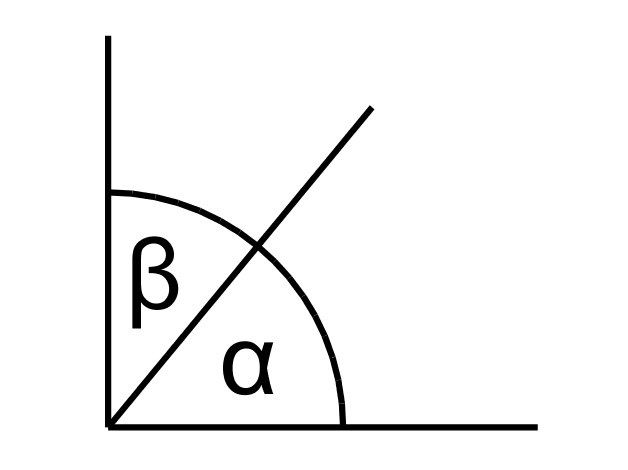
Un parell d'angles complementaris, perquè sumen 90°

Dos Angles són complementaris quan la suma dels seus valors és 90°.
Si els dos angles complementaris són adjacents, és a dir que tenen un vèrtex en comú i comparteixen un costat sense tenir cap punt interior en comú, llavors els seus costats no compartits formen un angle recte.
En la geometria euclidiana, els dos angles aguts d'un triangle rectangle són complementaris, perquè els tres angles sumen 180° i l'angle recte ja compta per 90°.
L'adjectiu "complementari" té l'origen del llatí complementum, que deriva de la quarta forma del verb llatí complere, és a dir completum per "haver estat omplert". Un angle agut és omplert pel seu complementari per forma un angle recte, que és el tipus d'angle més bàsic, ja que es pot construir dibuixant la perpendicular d'una recta. Un angle recte és un angle complet (ple).